# L'Été meurtrier (roman)
Pour les articles homonymes, voir L'Été meurtrier.
L'Été meurtrier est un roman policier de Sébastien Japrisot publié en 1977 aux éditions Denoël et ayant reçu le prix des Deux Magots l'année suivante. Ce roman a été adapté au cinéma dans le film homonyme de Jean Becker en 1983 avec Isabelle Adjani et Alain Souchon. Comme la plupart des ouvrages de Japrisot, intrigues passionnelles et criminelles sont liées.

## Résumé
Une famille composée du père handicapé, de la mère autrichienne et de leur fille Éliane dite Elle, une pin-up, s'installe dans un petit village de montagne. Très vite, Éliane s'intéresse à Florimond Montecciari, garagiste et pompier surnommé Pin-Pon. Leur liaison passionnée heurte la mère de Florimond, d'autant plus qu'Éliane pose des questions sur le père décédé de Florimond. Il s'avère qu'Éliane est le fruit du viol de sa mère par trois inconnus (le mari de sa mère ne l'a jamais reconnue) dont le père de Florimond. Le père de la famille Montecciari étant décédé, elle met au point une machination pour se venger du duo toujours en vie, et, faisant croire qu'elle est enceinte, se fait épouser de Florimond. Mais elle découvre qu'elle s'est trompée : son père adoptif avait abattu voici plusieurs années les vrais violeurs. Éliane, déjà tourmentée psychologiquement, sombre dans la folie. Désespéré de l'état mental de sa femme, Florimond croit qu'Éliane est la victime de deux pervers qui l'ont prostituée, d'après les bruits qu'elle avait fait courir avant de perdre la raison. Il abat les deux hommes avant de réaliser son erreur.

## Composition du récit
Le livre est divisé en six parties (le bourreau, la victime, le témoin, l'acte d'accusation, la sentence et l'exécution), chacune à un point de vue différent :
- « le bourreau » sous le point de vue de Pin-Pon,
- « la victime » sous le point de vue de Elle,
- « le témoin » sous le point de vue de la tante Cognata,
- « l'acte d'accusation » sous le point de vue de la mère d'Elle,
- « la sentence » de nouveau sous le point de vue de Elle et enfin,
- « l'exécution » où l'on retrouve le point de vue de Pin-Pon.

## Personnages principaux
- Pin-Pon est un pompier, mari d'Éliane, frère de Mickey et Bou-Bou, et fils de Lello Montecciari, de son vrai nom Fiorimondo Montecciari.
- Elle est la femme de Pin-Pon, fille de Gabriel et Eva Braun, son vrai nom est Éliane.
- Eva Braun, d'origine autrichienne mais surnommée comme cela par les habitants, est la mère d'Elle et la femme de Gabriel.
- Nine, devenue sourde à la suite d'un bombardement, est la tante de Mickey, Bou-Bou et Pin-Pon, surnommée Cognata (belle-sœur en italien), la Tante sourdingue ou encore la Sono cassée ou le Petit singe.
- Mickey, frère de Pin-Pon et de Bou-Bou, chauffeur et cycliste amateur, fils de Lello Montecciari, de son vrai nom Michel Montecciari.
- Bou-Bou, qui s'appelle en fait Bernard, est le frère de Pin-Pon et de Mickey, fils de Lello Montecciari.
- La Mère la Douleur est surnommée ainsi par Elle. C'est la mère de Pin-Pon, Bou-Bou et Mickey, veuve de Lello Montecciari. On ne connaît que son nom de jeune fille, Desrameaux.
- Mademoiselle Dieu est l'ancienne maîtresse d'école d'Elle. Cette dernière la surnomme Calamité.

## Critiques
- « Vous serez comblés. C'est un livre captivant, c'est-à-dire qui vous tient captif jusqu'à la dernière page. » Robert Kanters, Le Figaro.
- « Essayez, en cours de lecture, de l'abandonner. Vous n'y parviendrez pas. » Max-Pol Fouchet, VSD.
- « Une étourdissante virtuosité. » François Nourissier, Le Point.
- « Japrisot le magicien, qui a contraint le silence à rendre gorge et la vérité à s'étendre nue sur la page. » Gabrielle Rolin, Le Monde.
- « Les dieux sont là et l'ironie, la sensualité animale de l'auteur sont un délice. » Éric Ollivier, Réalités.
- « Lisez ce roman qui vous tiendra en haleine jusqu'au bout. Il contient du rire et de l'angoisse. » Geneviève Dormann, Signature.
- « Un vrai romancier, un écrivain qui a trouvé l'équilibre entre la technique policière et la sensibilité romanesque. » François Gonnet, France Inter.

## Éditions
- L'Été meurtrier, éditions Denoël, 1977.
- L'Été meurtrier, éditions Folio policier, 2007.